# Villenavotte
Villenavotte é uma comuna francesa na região administrativa de Borgonha-Franco-Condado, no departamento de Yonne. Estende-se por uma área de 2,23 km². Em 2010 a comuna tinha 180 habitantes (densidade: 80,7 hab./km²).